# Nécropole de Fourni

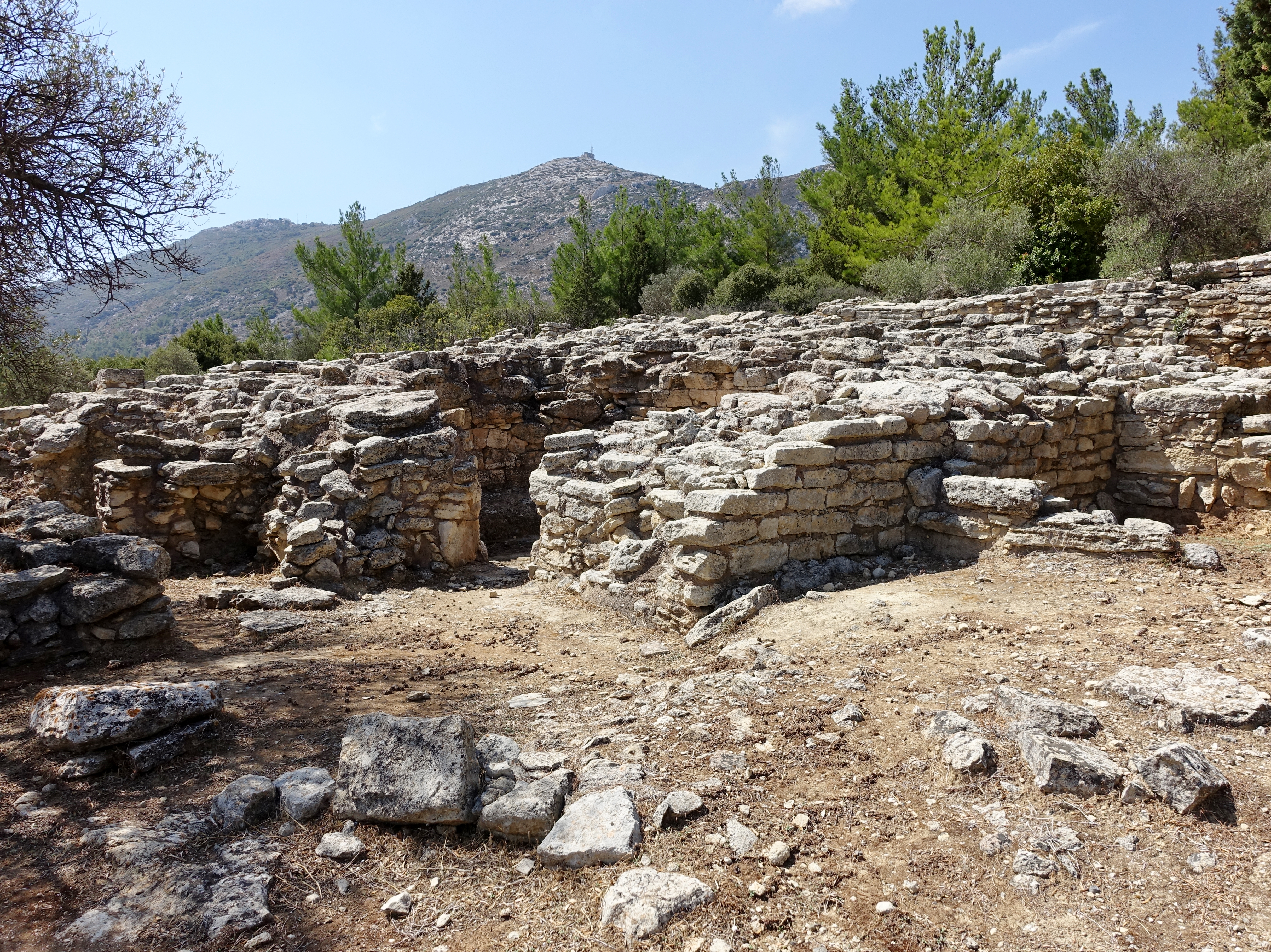
Nécropole de Fourni.

La nécropole de Fourni ou Phourni (en grec : Φουρνί) est un site archéologique de Crète, en Grèce, situé sur la colline du même nom, au  nord-ouest de la ville d'Archánes à une quinzaine de kilomètres au sud d’Héraklion.

## Histoire
La nécropole d'époque minoenne, utilisée de 2600 à 1200 av. J.-C., a été fouillée de 1964 à 1995. Les archéologues ont dégagé une enceinte mycénienne avec des tombes à fosses et des sépultures à coupole dont l'une, restée inviolée, a livré un riche mobilier : un sarcophage, des bijoux et des sceaux en or.

## Description

### Le site
La nécropole de Fourni est l'une des plus importantes de l'âge du bronze en Méditerranée. La colline allongée est située en face du mont Gioúchtas, au sud-ouest. Un chemin mène d'Ano Archanes à la nécropole.
Pendant plus de 1000 ans (2400–1200 av. J.-C.), le site a vu se développer des centaines de bâtiments et sépultures de différentes formes, qui ont livré une abondance d'objets funéraires. La nécropole comprend, entre autres, des tombes à tholos, un ossuaire, une grotte cultuelle, ainsi que les vestiges d'un bâtiment administratif et commercial de la période située autour de 1300 av. J.-C. La plupart des découvertes se trouvent conservées aux musées archéologiques d'Héraklion et d'Archanes.

### Tombe à tholos A

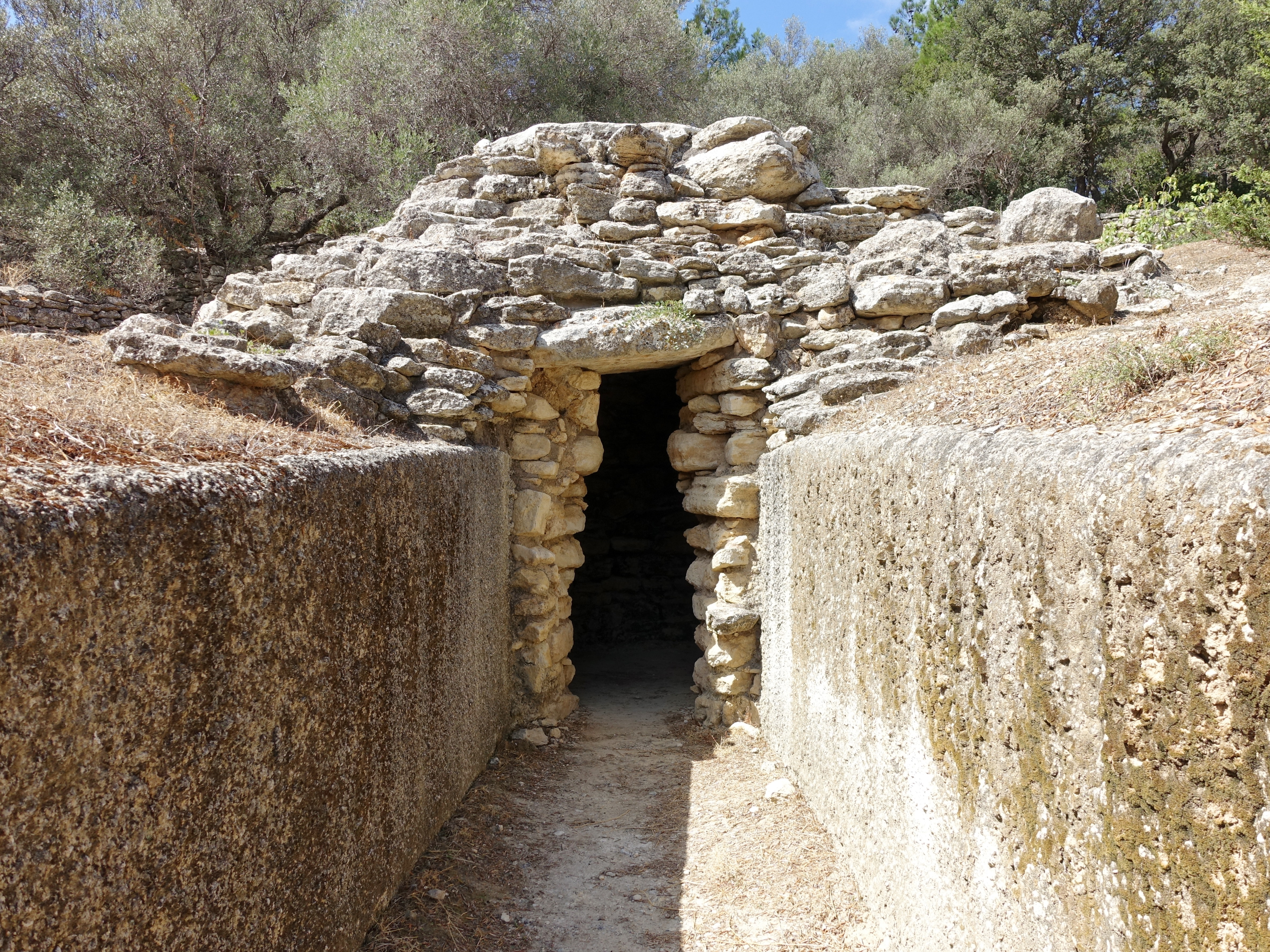
Tombe à tholos A.

Le tombe à coupole, rappelant la forme d'un four, a donné son nom à la colline de Fourni. Pendant des siècles, les agriculteurs connaissaient l'existence de la tombe dont la couverture en dôme dépassait du sol.
En 1965, Yannis et Efi Sakellaraki ont fouillé la tombe de la première moitié du XIVe siècle avant J.-C. Dans la salle principale d'un diamètre de 4,31 m, ils ont trouvé des vestiges de sépultures qui avaient été fouillées. Un cheval sacrifié avait été enterré dans le mur latéral, ainsi que le crâne d'un taureau. Une grande pièce latérale, d'une superficie de 3,67 m², contenait un sarcophage décoré et scellé, un repose-pieds avec des éléments décoratifs en ivoire, ainsi que des récipients en argile et en bronze.
L'âge et le sexe de l'individu enterré n'ont pas pu être déterminés à partir des ossements. Du manque d'armes et de l'abondance d'objets ménagers et de bijoux - colliers, bagues, sceaux, perles d'or et de fer - Sakellarakis a conclu qu'il s'agissait d'une femme de la première moitié du XIVe siècle avant J.-C. D'après les découvertes, elle devait être une figure importante, car les bijoux étaient presque aussi nombreux que ceux des tombes contemporaines de Cnossos. Les boucliers en forme de 8 sur le repose-pieds, les motifs des anneaux et des sceaux, la décoration avec des cornes de culte sur le sarcophage et les sacrifices d'animaux indiquent qu'elle était également une prêtresse.

### Tombes mycéniennes

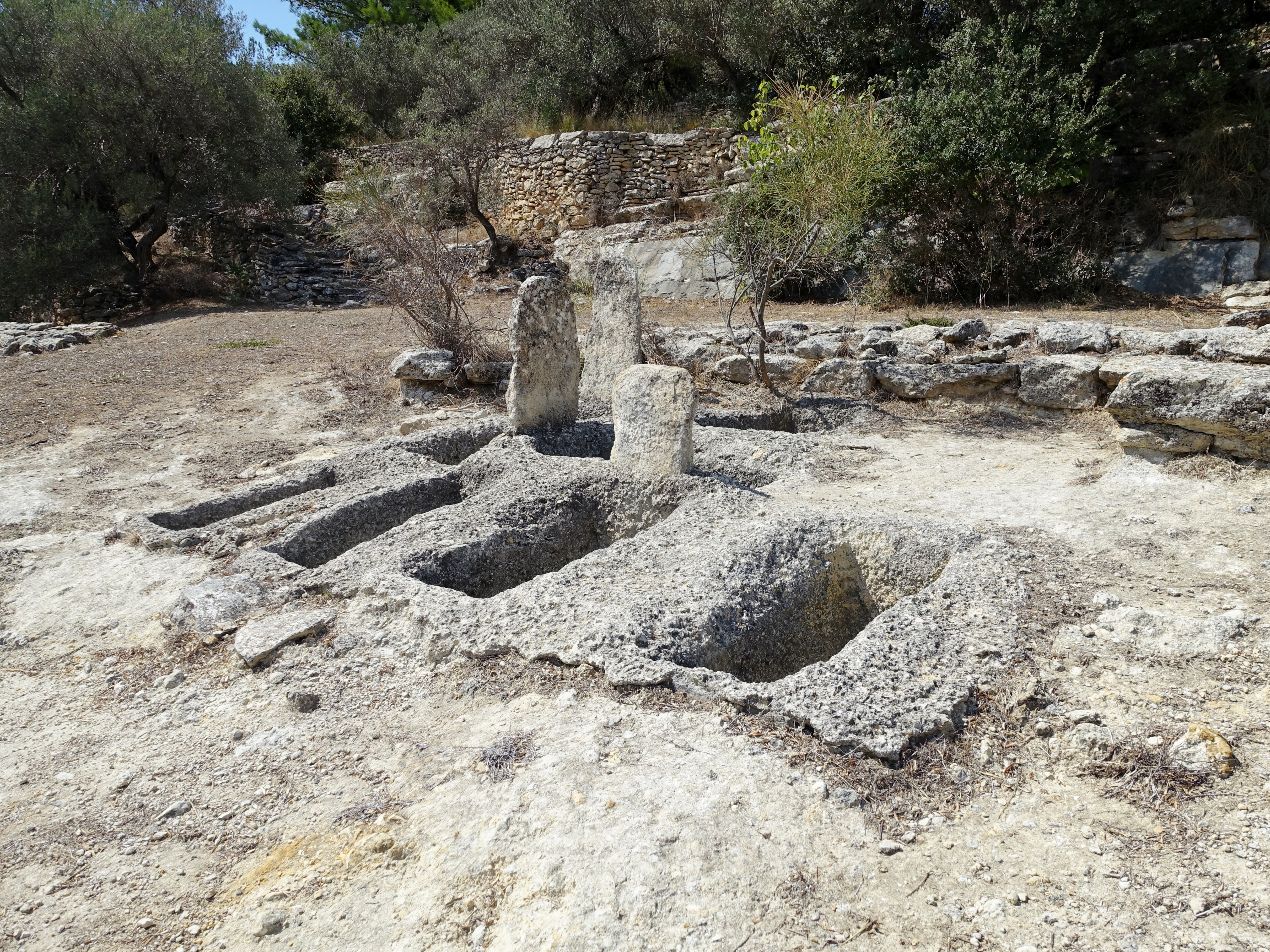
Tombes mycéniennes.

Au nord de la tombe à coupole A se trouve un groupe de sept tombes qui contenaient des sarcophages peints et de riches offrandes. Seuls quelques ossements ont été retrouvés et l'état des sarcophages laisse penser que les tombes n'ont pas été pillées, mais que les morts ont été exhumés. Des colonnes ornaient le sommet des tombeaux. À quelques pas de là, on a découvert une cavité de 2,70 m de profondeur, le « cloaque », qui servait probablement de lieu de dépôt d'offrandes et donne une indication du statut social particulier des individus qui y étaient enterrés. De riches offrandes ont également été trouvées dans ces tombes : des vases en bronze et en pierre, des miroirs, de l'ivoire et des sceaux.